# The Music Factory
Pour les articles homonymes, voir TMF.
The Music Factory, abrégé en TMF, est un réseau international de chaînes de télévision musicales, créé en 1995 avec la première chaîne TMF aux Pays-Bas. 
Le réseau est détenu par MTV Networks Europe (MTVNE), filiale de Viacom et opère à ce jour uniquement en Belgique dans la Région flamande depuis 1998. TMF est spécialisée dans la diffusion de clips et d’émissions produites par MTV.

## Diffusion
Le réseau diffusait auparavant aux Pays-Bas de 1995 à 2011, au Royaume-Uni et l'Irlande de 2002 à 2009 et en Australie de 2007 à 2010.